# 砥部町立玉谷小学校
砥部町立玉谷小学校（とべちょうりつたまたにしょうがっこう）は、2017年（平成29年）まで愛媛県伊予郡砥部町にあった小学校。同じく旧広田村にあった高市小学校とともに広田小学校に統合された。山村の小規模校であった。

## 概要
愛媛県中部、伊予郡に位置する（旧）広田村立の小学校として長年運営、一学年一学級の時代が長く続いたが、やがて過疎化・少子化に抗しがたく、児童数は減少し、小規模校となった。長らく広田村立の時期が続いたが、2005年砥部町への合併により砥部町立に移行ししばらく存続していたが、2017年広田小学校に統合された。これにより旧広田村内の小学校は1校に集約された
広田村の村域では一番北側、松山から砥部を経て、国道379号を旧小田町方面へと向かう沿道、玉谷地区に位置していた。

## 沿革
- 1872年(明治5年) – 満穂[4]に満盛、玉渓に五渓学校設立
- 1887年（明治20年）4月-　満穂簡易小学校、玉谷簡易小学校となる
- 1890年（明治23年）　両校とも尋常小学校となる
- 1908年（明治41年）4月　両学校を統合し広田第四尋常小学校となる、両学校校舎を用い満穂校は分教場となる
- 1909年（明治42年）1月　新校舎落成
- 1930年（昭和5年）4月　玉谷尋常小学校と改称
- 1941年（昭和16年）4月　玉谷国民学校と改称
- 1947年（昭和22年）4月　太平洋戦争後の学制の改革により広田村村立玉谷小学校となる
- 1958年（昭和33年）9月　新校舎落成、校歌制定
- 1959年（昭和34年）2月　完全給食開始
- 1967年（昭和42年）7月　プール完成
- 1991年（平成3年）3月　村制百周年記念植樹
- 1997年度（平成9年度）　校舎改築
1997年（平成9年）3月　地下通路に壁画設置
1997年（平成9年）7月　旧校舎への「お別れする会」
1998年（平成10年）3月　新校舎の利用開始
- 2005年（平成17年）1月　広田村の合併により砥部町立となる
- 2017年（平成29年）　広田小学校に統合、閉校

## 施設
- 学校施設の配置は概ね次のとおり。

北に向かって国道の東側に校舎、その北に教員住宅、学校教材園。校舎の南に運動場、さらにその南にプール。国道を挟んで西側に体育館。
- 跡地　　運動場→玉谷町民グランド、体育館→福祉施設

## 児童・学級数
ピーク　1960年度（昭和35年度）　児童数168名、6学級
参考 1985年度（昭和60年度）　25名
2003年度（平成15年度）　21名、5学級